# Help You Fly
Help You Fly (Aiutarti a volare) è un singolo del cantante bielorusso Ivan, pubblicato il 18 marzo 2016 su etichetta discografica Pervoe Muzykal'noe Izdatel'stvo. Il brano, inizialmente intitolato How to Fly, è stato scritto e composto dal russo Viktor Drobyš e dall'americana Mary Susan Applegate.
Il 22 gennaio 2016 Ivan ha partecipato alla finale nazionale bielorussa per l'Eurovision Song Contest 2016 con Help You Fly, ed è riuscito a vincere ottenendo il numero massimo di televoti su 10 partecipanti (23.167). All'Eurovision Ivan ha cantato Help You Fly per quinto nella seconda semifinale, che si è tenuta il 12 maggio a Stoccolma, ma non si è qualificato per la finale del 14 maggio.
Per promuovere la sua canzone Ivan si è esibito a Kiev il 7 febbraio 2016 durante la prima semifinale del concorso nazionale ucraino per l'Eurovision. Ha poi preso parte a dei concerti con altri partecipanti all'Eurovision a Riga il 2 aprile e a Mosca il 3 aprile, oltre che ad Amsterdam il 9 aprile durante l'evento Eurovision in Concert e a Tel Aviv l'11 e il 13 aprile durante il concerto Israel Calling. Help You Fly ha raggiunto il duecentesimo posto nella classifica radiofonica russa.

## Tracce
Download digitale
1. Help You Fly – 2:59

## Classifiche
| Classifica (2016) | Posizione massima |
| ----------------- | ----------------- |
| Russia            | 200               |